# Helius unicolor
Helius unicolor är en tvåvingeart som först beskrevs av Enrico Adelelmo Brunetti 1912.  Helius unicolor ingår i släktet Helius och familjen småharkrankar. Inga underarter finns listade i Catalogue of Life.